# Музеј уметности младих
Музеј уметности младих који је као приватни музеј у Бечу, Аустрија, радио од 2005. до 2015. године и био је први музеј на света посвећен искључиво уметности младих у 21. века. Музеј је основанао швајцарско-немачки историчар уметности и уметнички менаџера др Коља Крамер. У њему су представљана уметничка дела настала искључиво након 2000. године и то она која су првенствено била из периода раних радова предсваљеног уметника.
Стилски гледана изложбени фокус био је на савременом сликарству, видео инсталацијама, фотографији и фантастичном реализму. Циљ је био промовисање младе уметности и откривање талената. Уметници који су излагали нису морали да буду признати, чиме је музеј свесно преузео ризик у погледу дугорочне уметничко -историјске релевантности. Приход од продаје уметничких дела ишао је уметницима или добротворним организацијама.
Музеј док је функционисао пружао је прилику младим уметницима да покажу своје креативности у формалном окружењу.
Музеј уметности младих због финансијских проблема трајно је престао са радом 2015. године.

## Историја
Музеј је основао и њиме руководио 2005. године швајцарско-немачки историчар уметности и уметнички менаџер др Коља Крамер.
Прва локација музеја била је у бечкој Рингштрасе, поред Бургтеатра и Градске куће. Потом се 2010. године Музеј преселио у Палату Шенборн-Батијани, у којој је радио до 2015. године, када је затворен због финансијских потешкоћа. Стечајни поступак је отворен у фебруару 2015. године, а окончан 28. октобра 2016. године.
Музеј је затим наставио своје активности, и због глобалних политичких догађаја, посветио се искључиво европској турнеји са уметничким делима младих за мир, под називом „Pop Up Art Tour for Peace“.

## Заступљене земље и међународни значај
Музеј уметности младих је првенствено представљао савремену европску уметност младих уметника, са посебним фокусом на регионалној уметности Беча, Аустрије и суседних земаља. 
Музеј је у Бечу деловала као нека врста капија ка истоку, посебно са својим бројним изложбама и уметницима из источне Европе. Поред регионалног естаблишмента, међународна релевантност Музеја није се огледа само у бројном учешћу међународних уметника на изложбама и међународно оријентисаном изложбеном програму у Музеју, већ и у рецепцији Музеја у иностранству.
Музеј уметности младих је био блиско повезана са дипломатским круговима у Бечу и блиско је сарађиваоса међународним уметничким институцијама. 

## Уметници који су излагали
Међу уметницима који су излагали у музеју били су, на пример: Naomi Devil, Die 4 Grazien, Helmuth Gräff, Patricia Jaqueline, Horst Keining, Alex Kiessling, Josef Machynka, Robert Muntean, Katharina Razumovsky, Bianca Regl, Gerhard Reinert, Stylianos Schicho und Liu Xiuming.

## Признања
За свој рад Музеј уметности младих је 2013. године доби  „Пламен мира”, награду коју додељују чланови породице Хабзбург за допринос миру у свету.